# Депортированные из США (список)
Депортированные из Соединённых Штатов — известные люди, высланные по решению Министерства юстиции США (DOJ), Министерства внутренней безопасности США (DHS) и Управления иммиграционного контроля (EOIR). Эти решения могут быть обжалованы и пересмотрены федеральными судьями. «Вывозу подлежат только иностранцы», гласит закон, поэтому любое лицо, которое является гражданином или подданным США, не может быть выслано из страны ни при каких обстоятельствах.
В ряде случаев (например, с Чарли Чаплином, Адамом Хабибом и Конрадом Галлахером) постановления о депортации и/или лишении подданства были позже отменены. Среди множества изменений в терминологии, «высылка» заменила «депортацию» в 1996 году после принятия Закона о реформе нелегальной иммиграции и ответственности иммигрантов (IIRIRA).

## Законодательная база
Помимо законов об иностранцах и о подстрекательстве от 1798 года, в Соединенных Штатах не было подходящего закона для обоснования депортации до 1882 года, когда был принят статут, специально предназначенный для китайских иммигрантов. Законы об иностранцах и о подстрекательстве дали президенту Соединенных Штатов право арестовывать и впоследствии депортировать любого иностранца, которого он считал опасным. Закон 1882 года о высылке китайцев был разработан, чтобы приостановить иммиграцию китайцев в Соединенные Штаты и депортировать их как незаконно проживающих в стране. Типы лиц, которые могли быть депортированы из Соединенных Штатов, были позже переклассифицированы, чтобы позволить депортировать сумасшедших или больных, преступников, проституток, тех, кто въезжал в Соединенные Штаты сверх иммиграционных квот, анархистов и тех, кто принадлежал к организациям, которые поддерживали насильственное свержение правительства Соединенных Штатов.
Законодательство, принятое Конгрессом США в 1891 году, установило срок в один год после въезда иностранца в страну для его депортации и уменьшило судебный надзор за процедурой депортации. В соответствии с постановлением 1891 года также было создано Управление иммиграции в Министерстве финансов, позже ответственность за этот вопрос перешла к Службе иммиграции и натурализации (INS). Во время «красной паники» в 1919 году ряд лиц был депортирован по подозрению в незаконной деятельности. Срок давности для депортации из Соединенных Штатов был отменен в соответствии с Законом об иммиграции и гражданстве 1952 года. Законы о депортации были использованы в 1950-х годах для высылки профсоюзных лидеров и предполагаемых членов коммунистической партии, которые, как утверждается, находились в стране незаконно. По данным Funk & Wagnalls New World Encyclopedia, около 23 000 иностранцев ежегодно депортировались из страны в течение последнего периода 1980-х годов.
Если правительство считает иностранца подлежащим высылке, он или она получит «уведомление о явке» (NTA), а затем предстанет перед иммиграционным судьей, который решит, можно ли выселить иностранца из Соединенных Штатов. Любая из сторон (иностранец или государственный прокурор) может обжаловать (посредством юридической справки, а не лично) решение иммиграционного судьи в Апелляционном иммиграционном совете (BIA). Если иностранец не явился на какое-либо иммиграционное слушание, его обычно высылают заочно. Те, кто незаконно въехали в Соединенные Штаты, составляют самую большую часть людей, депортированных из страны. После депортации или высылки иностранцу не разрешается законно повторно въезжать в страну, если на это нет специального разрешения DHS или EOIR. В 2007 году DHS привлекло 164 000 преступников к высылке, и, по оценкам, в 2008 году эта цифра составит 200 000.
В 2001 году из Соединенных Штатов было депортировано около 73 000 незаконных иммигрантов с уголовной судимостью, а в 2007 году эта цифра составляла 91 000 человек. В 2011 году DHS депортировало 396 906 человек. Из числа депортированных 54,6 % были нарушителями уголовного законодательства.

## Список
| Имя                     | Род занятий                                          | Гражданство                      | Год депортации | Страна, куда депортирован                                     | Причины | Источник                                  |
| ----------------------- | ---------------------------------------------------- | -------------------------------- | -------------- | ------------------------------------------------------------- | --- | ----------------------------------------- |
| Артукович Андрия        | Юрист, политик, революционер                         | Хорватия                         | 1986           | Югославия                                                     | Военный преступник Второй мировой войны, учредитель и лидер фашистской, ультранационалистической и террористической организации усташей, умер в 1988 | [ 10 ]                                    |
| Бербик, Тревор          | Боксёр-тяжеловес                                     | Ямайка                           | 1997, 2002     | Ямайка                                                        | Обвинения в насилии и сексуальных преступлениях | [ 11 ] [ 12 ]                             |
| Блэк, Конрад            | Издатель, бизнесмен                                  | Канада · Великобритания          | 2012           | Канада                                                        | Мошенничество и неисполнение решения суда | [ 13 ] [ 14 ]                             |
| Бланко, Грисельда       | Хозяйка Mедельинского кокаинового картеля            | Колумбия                         | 2004           | Колумбия                                                      | Различные и повторные уголовные преступления | [ 15 ]                                    |
| Браун, Чарльз Хопел     | Писатель, ИТ-инженер, ветеран армии США              | Ямайка                           | 2004           | Ямайка                                                        | Сопротивление при аресте, нарушение наказания | [ 16 ] [ 17 ]                             |
| Браунштайнер, Гермина   | Охранница нацистского женского концлагеря            | Германия · США                   | 1973           | ФРГ                                                           | Первая нацистка, депортированная из США и лишённая гражданства США по требованию правительства ФРГ                                                   | [ 18 ]                                    |
| Кахилл, Джо             | Ирландский республиканец                             | Ирландия                         | 1984           | Ирландия                                                      | нелегальный въезд | [ 19 ] [ 20 ]                             |
| Чаплин, Чарли           | Британский актёр и режиссёр                          | Великобритания · Англия          |                | Великобритания · Англия                                       | Запрещено возвращение в США после поездки за границу, по расследованию Джона Эдгара Гувера; возвращался кратковременно в 1972 г.                     | [ 21 ]                                    |
| Чапман, Анна Васильевна | Российская телеведущая                               | Россия · Великобритания · США    | 2010           | Россия                                                        | Подозрения в шпионаже в пользу СВР РФ, лишение гражданства                                                                                           | [ 22 ]                                    |
| Демянюк, Иван           | Охранник нацистского концлагеря                      | СССР · США · Израиль             | 2009           | Израиль (первая) · Германия (Вторая)                          | Обвинён как нацистский военный преступник, лишён гражданства в 2002, окончательно депортирован в 2009 г. из Израиля в ФРГ для суда                   | [ 23 ]                                    |
| Доэрти, Джо             | Ирландский республиканец-доброволец                  | Ирландия                         | 1992           | Ирландия                                                      | Участие в акциях Ирландской республиканской армии | [ 24 ]                                    |
| Эйслер, Ханс            | Композитор                                           | Austria Germany                  | 1948           | Austria                                                       | Обвинён в связях с коммунистами, жертва маккартизма                                                                                                  | [ 25 ]                                    |
| Фоллиери, Рафаэлло      | Девелопер, общественник                              | Италия                           | 2012           | Италия                                                        | Легальное присвоение средств, связанных со скандалом «Vati-Con»                                                                                      | [ 26 ] [ 27 ]                             |
| Гадски, Йоханна Агнес   | Оперное сопрано                                      | Пруссия                          | 1918           |                                                               | Объявлена врагом союзников администрацией Вильсона во время Первой мировой войны                                                                     | [ 28 ]                                    |
| Галлахер, Конрад        | Ирландский шеф-повар и ресторатор                    | Ирландия                         | 2002           | Ирландия                                                      | Обвинения в финансовых преступлениях в США и Ирландии                                                                                                | [ 29 ]                                    |
| Гарви, Маркус           | Основатель Universal Negro Improvement Association   | Ямайка                           | 1927           | Ямайка                                                        | Обвинения в мошенничестве в оптовых операциях | [ 30 ] [ 31 ]                             |
| Гатьен, Петер           | Бизнесмен                                            | Канада                           | 2003           | Канада                                                        | Налоговые преступления | [ 32 ]                                    |
| Гольдман, Эмма          | Анархистка                                           | Российская империя · США         | 1919           | СССР                                                          | Политическая неблагонадёжность | [ 33 ] [ 34 ]                             |
| Хабиб, Адам             | Студент                                              | ЮАР                              | 2006           | ЮАР                                                           | Обвинён в вовлечении в терроризм | [ 35 ]                                    |
| Джеймс, Сирил           | Журналист, социалист                                 | Тринидад и Тобаго                | 1953           | Тринидад и Тобаго                                             | Обвинён в связях с коммунистами | [ 36 ] [ 37 ]                             |
| Джонс, Клаудия          | Негритянская националистка и политическая активистка | Тринидад и Тобаго                | 1955           | Великобритания                                                | Депортирована за связи с коммунистами, получила убежище в Великобритании                                                                             | [ 38 ] [ 39 ]                             |
| Kалейс, Конрад          | Латышский коллаборационист                           | СССР                             | 1994           | Австралия                                                     | Обвинён как нацистский военный преступник и депортирован в Канаду, оттуда был обратно депортирован в Австралию в 1997                                | [ 40 ] [ 41 ]                             |
| Ланг, Герман            | Нацистский германский шпион                          | Германия                         | 1950           | ФРГ                                                           | Обвинения в шпионаже |                                           |
| Линнас, Карл            | Начальник Тартуского нацистского концлагеря          | СССР                             | 1987           | СССР                                                          | Нацистский военный преступник | [ 42 ] [ 43 ]                             |
| Лаки, Лучано            | Мафиози                                              | Италия · США                     | 1946           | Италия                                                        | Руководитель организованной проституции | [ 44 ] [ 45 ]                             |
| Лундин, Петер           | Серийный убийца                                      | Дания                            | 1999           | Дания                                                         | Обвинения в убийствах первой степени, среди жертв его собственная мать                                                                               | [ 46 ]                                    |
| Mарзук, Муса Абу        | Лидер Хамас                                          | Иордания                         | 1997           | Иордания                                                      | Вербовка в ХАМАС | [ 47 ] [ 48 ] [ 49 ]                      |
| O’Грэди, Оливер         | Бывший католический священник                        | Ирландия                         | 2001           | Ирландия                                                      | Изнасилование, педофилия | [ 50 ] [ 51 ]                             |
| Пелаэс, Вики            | Шпион                                                | Перу                             | 2010           | Россия                                                        | Работа агента на Россию, согласилась на депортацию в Россию в обмен на отмену более серьёзных обвинений в отмывании денег                            | [ 52 ] [ 53 ]                             |
| Понци, Чарльз           | Мошенник                                             | Италия                           | 1934           | Италия                                                        | Обвинения в мошенничестве при организации финансовой пирамиды                                                                                        | [ 54 ] [ 55 ]                             |
| Ошо                     | Проповедник                                          | Индия                            | 1985           | Индия                                                         | Нарушение иммиграционного закона | [ 56 ] [ 57 ] [ 58 ] [ 59 ] [ 60 ] [ 61 ] |
| Ревуэльтас, Розаура     | Актриса                                              | Мексика                          | 1954           | Мексика                                                       | Нелегальный въезд, депортирована во время съёмок Соли земли                                                                                          | [ 62 ] [ 63 ]                             |
| Скройя, Альфонсо        | Неаполитанский гангстер                              | Италия                           |                | Италия                                                        | Многочисленные обвинения в убийствах | [ 64 ] [ 65 ]                             |
| Спанкнобель, Хайнц      | пронацистский активист                               | Германия                         | 1933           | Германия                                                      | Отказ в регистрации как «иностранному агенту» | [ 66 ]                                    |
| Стеймер, Молли          | анархистка                                           | Российская империя               | 1921           | Российская социалистическая федеративная советская республика | Неизвестно | [ 67 ] [ 68 ]                             |
| Сюэсэнь,Цянь            | Учёный                                               | Китай                            | 1955           | Китай                                                         | Неизвестно | [ 69 ] [ 70 ]                             |
| Тэрнер, Джон            | Анархо-коммунист                                     | Соединённое королевство · Англия | 1903           | Соединённое королевство · Англия                              | Первый человек, депортированный из США за нарушение закона «О запрете анархизма» в 1903 г.                                                           | [ 71 ] [ 72 ]                             |
| Майя, Тим               | Певец соул                                           | Бразилия                         | 1963           | Бразилия                                                      | Распространение марихуаны | [ 73 ]                                    |
| Цюндель, Эрнест         | Неонацист                                            | Германия                         | 2005           | Германия                                                      | Депортирован также из Канады за отрицание Холокоста                                                                                                  | [ 74 ] [ 75 ]                             |